# Пэнлай
Пэнла́й (кит. упр. 蓬莱, пиньинь Pénglái) — район городского подчинения городского округа Яньтай провинции Шаньдун.

## История
В 133 году до н. э. с местной горы ханьский император У-ди смотрел в море, надеясь увидеть плавающую гору Пэнлай, на которой, как он верил, обитают бессмертные. В честь этого события эти места и получили название «Пэнлай».
Изначально эти земли входили в состав уезда Хуансянь (黄县). При империи Тан в 634 году был основан посёлок Пэнлай. В 707 году в посёлок перебрались власти области Дэнчжоу (登州), и поэтому на окрестных землях был создан отдельный уезд Пэнлай (蓬莱县).
При империи Мин, в 1376 году область Дэнчжоу была поднята в статусе до управы. Здесь был основан военный порт, и для его прикрытия с моря была выстроена крепость Шуйчэн (水城, «Водяная крепость»).
После поражения Китая во Второй Опиумной войне в середине XIX века, Дэнчжоу стал одним из первых так называемых «договорных портов», открытых для торговли с иностранцами, однако вскоре его затмил близлежащий Чифу.
После Синьхайской революции в Китае была проведена реформа структуры административно-территориального деления, в ходе которой области были упразднены, и в 1913 году область Дэнчжоу была расформирована, остался только уезд Пэнлай.
В 1950 году был образован Специальный район Лайян (莱阳专区), и уезд вошёл в его состав. В 1958 году город Яньтай и Специальный район Лайян были слиты в Специальный район Яньтай (烟台专区), при этом уезды Хуансянь и Чандао были присоединены к уезду Пэнлай, но в 1962 году они были восстановлены в прежних границах. В 1967 году Специальный район Яньтай был переименован в Округ Яньтай (烟台地区).
В ноябре 1983 года округ Яньтай был преобразован в городской округ Яньтай. В 1991 году уезд Пэнлай был преобразован в городской уезд.
Постановлением Госсовета КНР от 5 июня 2020 года городской уезд Пэнлай и уезд Чандао были объединены в район городского подчинения Пэнлай

## Административно-территориальное деление
Район Пэнлай в административно-территориальном плане делится на 6 уличных комитетов, 8 посёлков и 6 волостей.

## Экономика
В районе развито выращивание винограда и фруктов, производство вина и соков; в деревнях разводят кур, гусей, свиней и овец, а также пресноводную рыбу. Активно развивается сельский туризм.

## Транспорт
Через Пэнлай проходит автострада Годао 206.